# Ferdinand Heinrich Thieriot
Ferdinand Heinrich Thieriot [tjeeroh] (* 7. April 1838 in Hamburg; † 31. Juli 1919 in Schwarzenbek) war deutscher Komponist und Cellist.

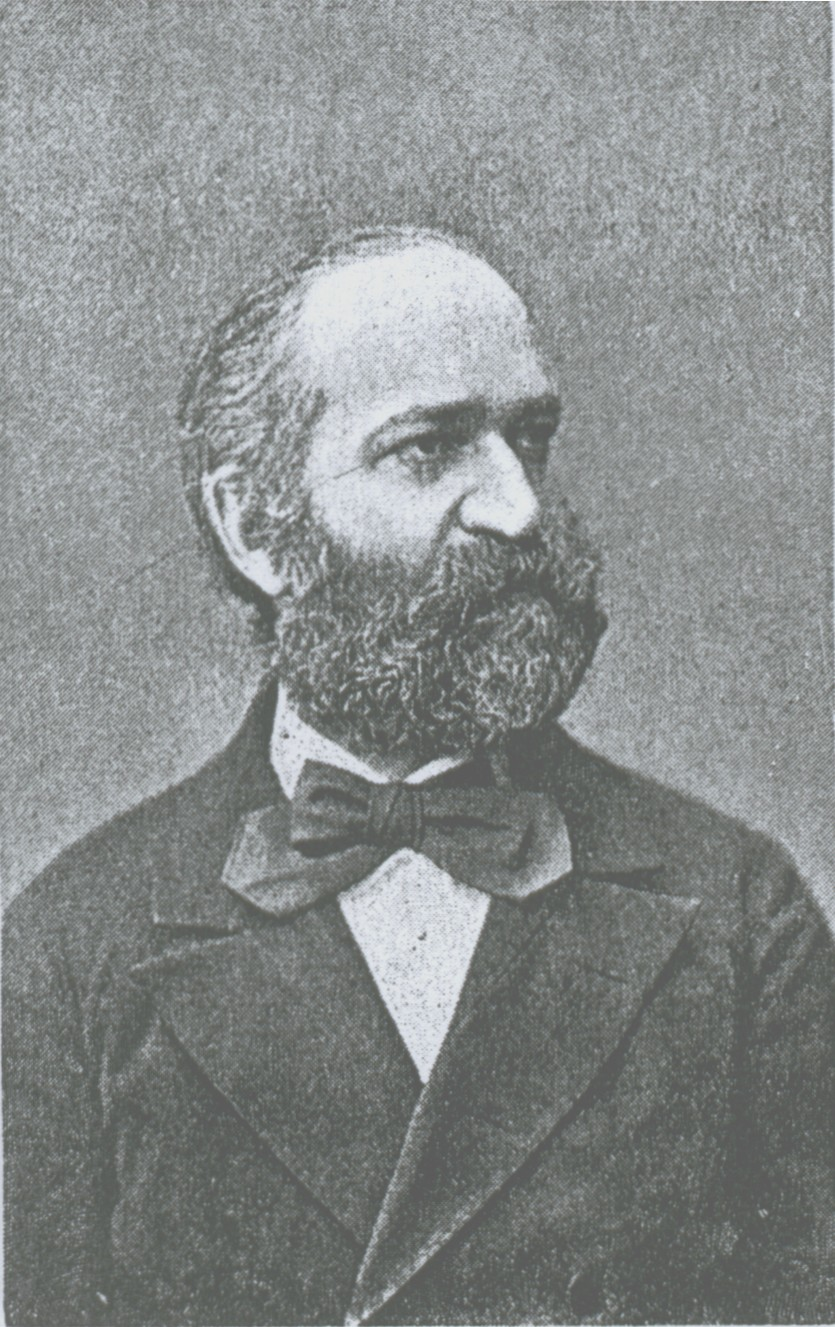
Ferdinand Thieriot, Graz, 1885

## Leben
Ferdinand Heinrich Thieriot stammte aus der alten hugenottischen Leipziger Kaufmannsfamilie der Thieriot, deren Wurzeln sich bis 1703 in Leipzig zurückverfolgen lassen. Sein Urgroßvater war der Violinist, Philologe und Freund Jean Pauls, Paul Emil Thieriot. Als Sohn des Hamburger Kaufmanns Theodor-Heinrich Thieriot (* 20. Februar 1815 in Leipzig) zog der Vater 1835 nach Hamburg. Dieser hatte fünf Geschwister, darunter Marianne-Pauline Mende, geb. Thieriot. Ferdinand widmete ihr, seiner Tante, 1858 sein Opus 2. Pauline Mende stiftete der Stadt Leipzig den nach ihr benannten Mendebrunnen. Ferdinand Thieriot war, „nach jenem großen und siegreichen Johannes Brahms“ nach Einschätzung des Hamburger Musikjournalisten und Komponisten Ferdinand Pfohl „einer der angesehensten Componisten, die aus Hamburg hervorgegangen“. Selbst der Mozartpreisträger Arnold Krug und ebenso die tragische Figur von Theodor Kirchner, beide in Hamburg wirkend, konnten Thieriots vielfältigen Umfang im kompositorischen Schaffen nicht erreichen.
Seine seit Jugendzeiten bestehende Freundschaft zu Brahms, sowie die herzliche Verbundenheit zu seinem Lehrer Joseph Rheinberger, lassen, durch wenige überlieferte Briefdokumente belegt, den Komponisten als äußerst liebenswerten Menschen erscheinen. So wie viele andere Komponisten aus dem Umfeld von Brahms, fügte aber auch er sich dem Umstand, dass ein Titan mitsamt seiner Anhängerschaft nicht zu bezwingen sei. Thieriot mit seiner hugenottischen Abstammung besaß die Gabe, vor allem im Œuvre des leicht schattierten Lyrismus, neben einer großen melodischen Erfindungsgabe, kompositionstechnische und stilistische Strömungen aufzunehmen, die von Mendelssohn und Schumann über Brahms bis Bruckner und Verdi in seinen Spätwerken reichen.
Der Musikwissenschaftler Hermann Kretzschmar schrieb 1898 über Thieriots Sinfonietta op. 55: „… ein Beitrag zur romantischen Musik, der sich durch einfache, natürliche Erfindung, durch liebenswürdige, anmuthige Stimmung und namentlich durch eine ganz unübertreffliche Klarheit des Vortrags und der Form ungewöhnlich auszeichnet.“
Thieriot studierte Komposition erst bei Eduard Marxsen in Altona, wo auch Brahms sein Rüstzeug bekam, dann bei Carl Gottlieb Reißiger in Dresden, später bei Joseph Rheinberger in München. Sein Cellospiel perfektionierte er bei Friedrich August Kummer in Dresden. Im Februar 1863 besuchte er in Paris den Opernkomponisten Giacomo Meyerbeer. Erste Lehr- und Wirkungsstätten nach Hamburg waren Leipzig (1867) und von 1868 bis 1870 als Dirigent der Singakademie zu Glogau. 15 Jahre arbeitete er danach als „artistischer Direktor“ des Steiermärkischen Musikvereins in Graz. Thieriots Amtsantritt im Oktober 1870 ging eine „Concoursausschreibung“ voraus. Hier befand er sich im Wettbewerb zu Heinrich von Herzogenberg, dem gebürtigen Grazer, der ebenfalls mit Brahms befreundet war. Die Direktion holte bei Brahms Erkundigungen über Thieriot ein und entschied sich daraufhin für ihn.
In seiner Grazer Ära hatte Thieriot als artistischer Direktor, ab 1875/76 „Musikdirektor“, einen klar umfassten Aufgabenbereich. Dieser wurde wie folgt beschrieben: „Danach sollten jährlich in der Regel vier Concerte mit Orchester und ein s.g. Kammer-Concert stattfinden. Das Programm hat der artistische Director dem Zwecke und den zu Gebote stehenden Kräften des Vereines rechtzeitig vorzuschlagen, die Direction zu genehmigen; ebenso die zur Mitwirkung in den Concerten Einzuladenden. Für jedes Orchester-Concert sollten fünf anderthalbstündige Vollproben und die nöthigen Streicher- und Bläserproben stattfinden, im Bedarfsfalle auch mehr, aber nur mit Bewilligung der Direction, wenn der für die Concerte veranschlagte Betrag dazu nicht ausreichen würde. Die Leitung der Proben und Concerte liegt ausschließlich dem artistischen Director ob, der dabei vom Concertmeister zu unterstützen ist und alle darauf bezüglichen Anordnungen zu treffen hat,...er [F.Th.] soll namentlich die Aufführung nicht genügend vorbereiteter Stücke untersagen...“
Von 1870 bis 1877 hatte Thieriot an der Musikschule zusätzlich das Fach Harmonielehre zu unterrichten. Zu seinen bekanntesten Schülern zählen Marie Soldat-Röger und George Dima. Danach wirkte Thieriot als freischaffender Komponist in Leipzig, immer auch mit einem Bein in seiner Vaterstadt. Er war Mitglied im Vorstand der Bach-Gesellschaft. 1902 zog er wieder ganz nach Hamburg. Er war Vorsitzender des Hamburger Tonkünstlerverbandes und später dessen Ehrenmitglied. Zahlreiche Aufführungen seiner Werke unter Leitung seiner Förderer Julius Spengel Garvens, Bernuth und Siegmund von Hausegger fanden in der Hansestadt reichen Anklang. Auch im Leipziger Gewandhaus bekamen seine Werke stets beste Kritiken. Im Februar 1893 brachte Arthur Nikisch mit dem Boston Symphony Orchestra zweimal Thieriots Sinfonietta, op. 55 zur Aufführung. Nebenbei war Thieriot ein gesuchter Kammermusikpartner; als Cellist konzertierte er mit dem Casper- und Payne-Quartett, mit Theodor Billroth brachte er viele Werke von Brahms zur Uraufführung. In Leipzig und in New York gibt es nach der Familie Thieriot benannte Straßen.

## Werkverzeichnis

### Opern
- „Renata“ Oper in 4 Akten Text nach einer Dichtung von Julius Wolff Leipzig 1898
- „Die Hochländer“ (Finale des 1. Aktes)
- „Armor und Daura“ tragische Episode aus dem Schottischen auf Ossian, Dichtung von Louise Otto-Peters (solo SATB SATB Orch) Glogau, 1869

### Kantaten
- „La régine Avrillouse“ (Die Maikönigin) altfranzösischer Frühlingstanzreigen aus Frau Aventiure von Joseph Victor von Scheffel op. 74, Leipzig, 1901
- „Der Ilsenstein“ Ballade von Mosenthal
- „Die Macht des Gesanges“ (SATB S Orch) Gedicht von Friedrich Schiller
- „Am Traunsee“ (SSA solo Bar Vl Vl Va Vc Kb)
- „Kantate der Klage und des Trostes“ op. 50 für Chor, Solostimmen und Orchester, Leipzig, 1885 Public Domain-Noten in der IMSLP
- „Gott sei uns gnädig“ Kantate nach Bibelworten (solo SATB SATB Orch) 1915
- „Der 57. [Psalm]“ für (SATB Orch Org ad lib)
- „Der 67. Psalm“ (Solo SATB, Chor und Orchester), München, 1864
- „Requiem nach Friedrich Hebbel“ (SATB S Orch) op. 52, Graz/Leipzig, 1873/1891 Public Domain-Noten in der IMSLP
- „Stabat mater“ (solo SATB SATB Orch)
- „Te Deum laudamus“ (solo SATB SATB Orch)

### Werke für Orchester
- Sinfonie Nr. 2 F-Dur
- Sinfonie Nr. 3 C-Dur

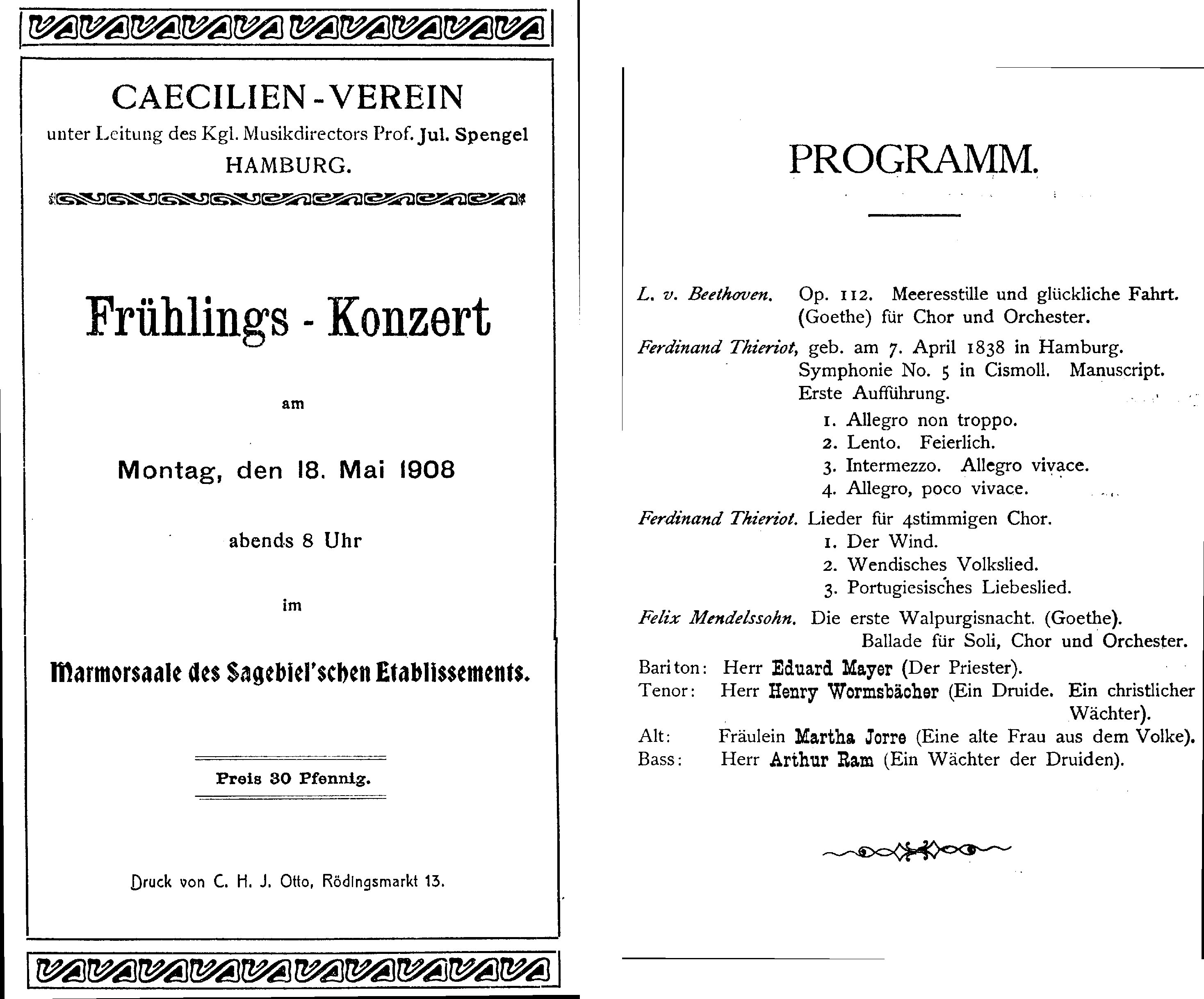
Konzertprogramm 1908

Sinfonie D-Dur

- Sinfonie cis-Moll, UA am 18. Mai 1908 in Hamburg
- Sinfonie B-Dur
- Sinfonie D-Dur mp3 (Memento vom 27. September 2007 im Internet Archive)
- Sinfonie E-Dur
- Sinfonie Es-Dur, Leipzig, 1907
- Sinfonie f-Moll, Graz, 1872
- Sinfonie g-Moll, Hamburg, 1918
- Sinfonietta E-Dur, op. 55, Graz, 1876
- Ouvertüre “Dionysia”
- Ouvertüre “Loch Lomond”, op. 13, Leipzig, 1868
- Ouvertüre zu Friedrich Schillers Turandot op. 43
- Divertimento G-Dur
- Festmarsch C-Dur, 1883
- Menuett F-Dur
- Orchestersuite d-Moll
- Orchestersuite E-Dur
- „Leben und Sterben des vergnügten Schulmeisterlein Wuz“ op. 72, Text: Jean Paul Leipzig, 1900

### Solokonzerte mit Orchesterbegleitung

Violinkonzert op. 68

- Violinkonzert Nr. 1 A-Dur, op. 68, Leipzig 1897
- Violinkonzert Nr. 2 h-Moll, 1912
- Klavierkonzert für 2 Klaviere und Orchester op. 77
- Klavierkonzert Nr. 1 B-Dur, Graz, 1878
- Klavierkonzert Nr. 2 c-Moll
- Konzert für Orgel und Streicher F-Dur, Hamburg, 1910
- Konzert für Orgel, Streicher, Hörner und Pauken, D-Dur
- Konzert für Violine und Violoncello g-Moll, op. 96, Leipzig, 1914
- Konzert für Violine und Bratsche op. 92, 1910
- Tripelkonzert D-Dur für 3 Violinen, op. 88 UA am 12. April 1910 in Hamburg
- Konzert Nr. 2 für Violoncello, G-Dur, 1915
- Konzert Nr. 3 für Violoncello, A-Dur
- Konzert Nr. 4 für Violoncello D-Dur, 1917
- Konzertstück D-Dur für Violoncello
- Suite für Violoncello G-Dur
- Zwei Konzertstücke für Violoncello, op. 76, Nr. 2 Caprice, Leipzig, 1903

### Werke für Streichorchester
- Serenade F-Dur op. 44, Leipzig

Serenade op. 44, Seite 1

- "Bei Giorno" von Benito Fumagalli (Bearbeitung)
- Walzer op. 39 von Johannes Brahms (Bearbeitung) Noten
- Tempo di Valse F-Dur
- Zwei Walzer (D & A) op. 54, 1895

### Werke für Kammermusikbesetzungen mit Klavier
- Serenade B-Dur (Fl Ob Clar Hn Fg Kla)
- Klavierquintett D-Dur op. 20,
- Klavierquartett Nr. 2 op. 30, Leipzig, 1875
- Klavierquartett g-Moll, Hamburg, 1905
- Klavierquartett F-Dur, Hamburg, 1913
- Klaviertrio F-Dur, Hamburg 1856
- Klaviertrio D-Dur op. 1, Hamburg, 1858
- Zwei leichte Trios zum Gebrauch beim Unterricht op. 3 (G-Dur & C-Dur), Hannover, 1859
- Zwei leichte Trios op. 12 (D-Dur & a-Moll), Hamburg, 1867
- Klaviertrio f-Moll op. 14, Leipzig, 1868 (J. Brahms gewidmet)
- Klaviertrio A-Dur, Graz, 1873
- Klaviertrio B-Dur op. 45, Leipzig, 1890
- Klaviertrio E-Dur, op. 47, Leipzig, 1890
- Klaviertrio Es-Dur, Leipzig, 1894
- Klavierquintett a-Moll  (Pn, Ob, Cl, Cor, Fag) op. 80, Leipzig 1903 / Reprint Warngau 2005
- Klaviertrio e-Moll op. 90, Leipzig, 1909
- Klaviertrio D-Dur, Hamburg, 1916

### Werke für Soloinstrumente mit Klavier/Orgelbegleitung

Thema und Var. op. 29

- Divertimento all’ongarese op. 10 für Violoncello und Klavier
- Elegischer Marsch (Incipit: Beim Hinscheiden J.B. geschrieben), 1897
- 2 Adagios für Violoncello und Orgel op. 41
- Abendstimmung für Violine und Orgel (Klavier)
- Larghetto G-Dur für Violine und Orgel
- Larghetto h-Moll für Viola und Orgel
- Largo d-Moll für Violine und Klavier
- Serenade G-Dur für Violoncello und Klavier
- Sonate Es-Dur für Horn (Violoncello) und Pianoforte, 1915
- Sonate B-Dur für Violoncello und Klavier op. 15, Leipzig, 1860
- Sonate im leichtern Style op. 56
- Sonate C-Dur für Violoncello und Klavier
- Sonate D-Dur für Violoncello und Klavier
- Sonate A-Dur op. 58 für Violine und Klavier
- Sonate Nr. 3 G-Dur für Violine und Klavier, Hamburg, 1910
- Suite B-Dur für Violine und Klavier
- Thema und Variationen G-Dur für Violoncello und Klavier
- Thema und Variationen op. 29 für 2 Violoncelli und Klavier

### Werke für Kammermusikbesetzungen ohne Klavier
- Oktett B-Dur op. 62 (Klar Fg Hn Vl 1 2 Va Vc Kb) Leipzig, 1887
- Oktett d-Moll
- Choral für 3 Violoncelli Ist Gott mein Schutz und treuer Hirt
- Suite D-Dur für 3 Violoncelli
- Erstes Streichtrio D-Dur, Winterthur 2004
- Zweites Streichtrio a-Moll, Winterthur 2003
- Streichquartett A-Dur op. 83, Leipzig, 1905
- Streichquartett Nr. 2 C-Dur op. 93, 1911
- Streichquartett E-Dur, Winterthur 2005
- Streichquartett G-Dur, Winterthur, 2005
- Streichquartett As-Dur, Winterthur 2005
- Streichquartett e-Moll
- Streichquartett a-Moll
- Streichquartett B-Dur, Winterthur 2005
- Streichquartett c-Moll, Winterthur 2004
- Streichquartett D-Dur, 1913
- Streichquartett h-Moll, Winterthur, 2003
- Streichquartett g-Moll, Winterthur, 2004
- Streich-Quintett G-Dur, 1914
- Streich-Sextett D-Dur
- Streich-Oktett C-Dur op. 78
- Flöten-Quartett G-Dur op. 84 (Fl Vl Va Vc), Leipzig, 1905
- Flöten-Quintett F-Dur (Fl Vl 1 2 Va Vc)
- Klarinetten-Quintett Es-Dur (Klar Vl 1 2 Va Vc) Leipzig, 1897

### Werke für Klavier solo

Klavieretüde op. 22.2

- Natur und Lebensbilder op. 17 & op. 18
- Sechs Phantasiestücke op. 22
- Durch die Puszta op. 23
- Drei Impromptus op. 35, Lübeck, 1881
- Zwei Klavierstücke, op. 36 Intermezzo-Humoreske
- Drei Klavierstücke op. 37 [Toccata]-Quasi Gavotte-Intermezzo
- Zwei Stücke für 2 Klaviere op. 38
- Drei Stücke für [Pianoforte] leicht op. 39
- Drei Sonatinen für Klavier (C, F, G) op. 71, Leipzig, 1898
- Zwei Stücke militärischen Charakters op. 82?, Leipzig, 1904
- Albumblatt Fis-Dur
- Andantino quasi allegretto B-Dur
- Bagatelle A-Dur
- Tanz-Caprice D-Dur
- Caprice Es-Dur
- Einweihungsklänge zu einer Festlichkeit C-Dur
- Fughetta scherzanda D-Dur
- Fughetta scherzanda G-Dur
- Gavotte G-Dur
- Gigue h-Moll
- Humoreske E-Dur
- Lied ohne Worte E-Dur
- Molto vivae f-Moll
- Narratio A-Dur
- Presto a-Moll
- Romanze E-Dur
- Toccatina F-Dur
- Traum E-Dur
- Variationen über ein eigenes Thema Es-Dur
- Variationen E-Dur op. 65
- Vergangenheit d-Moll
- Walzer a-Moll
- Walzer As-Dur
- Walzer Des-Dur
- Zwei Fantasiestücke c-Moll & D-Dur, Leipzig, 1867
- Humoreske E-Dur
- Klage gis-Moll

### Klavier vierhändig
- Sechs Klavierstücke zu vier Händen op. 34 Heft I, Heft II
- Sechs Klavierstücke zu vier Händen op. 46 im Umfang von 5 Tönen
- Zwei Klavierstücke op. 40
- Allegro non troppo G-Dur
- Andante tranquillo a-Moll
- Cavallerie B-Dur Legende für Klavier
- Doppelfuge d-Moll, Graz, 1871
- Humoreske G-Dur
- In den Gefilden Terpsichore’s Reigen-Cyclus für Pianoforte Hamburg, 1918
- Klavierstück C-Dur
- Klaviersonate f-Moll
- Dritte Tanzsuite für Klavier
- Stück in Des-Dur
- Stück in f-Moll
- Zur Karnevalszeit 4-händige Silhouetten
- Zwei Tanzweisen G-Dur für Klavier
- Vom Donaustrande op. 64
- Thema und Variationen für 2 Klaviere, op. 66

### Werke für Orgel solo
- Festhymne B-Dur op. 85/1
- Passacaglia (in freier Form) op. 85/2
- St. Petri Präludium Es-Dur
- Orgelfuge Es-Dur fugae regulariter suspectus
- Idylle E-Dur,op
- Choralbearbeitung Gelobet seist du Jesu Christ
- Choralvariationen Wer nur den lieben Gott lässt walten
- Choral In allen meinen Thaten
- Orgelsonate (verschollen)

### Chorwerke mit Klavier/-Orgelbegleitung
- „Andacht“ Worte aus Psalter und Harfe von C. J. Ph. Spitta (SSA, Klav)
- „Du sprichst: Ich bin reich“ Geistlicher Gesang (SATB Org)
- „Hand in Hand wie dieses Paar“(SATB Klav)
- „Hochzeitlied“ für Chor (SATB SA Klav) nach einem Gedicht von Goethe
- „Hochzeits-Musik“ für Chor, Solo und Pianoforte, Text von Louise Otto-Peters
- „Luther“ (TTBB Org/Trp Trp Pos Pos) op. 94 zur Einweihung der neuen Lutherkirche in Worms 31. Oktober 1912
- „Christnacht“ op. 70 (SATB S B Org) Leipzig, 1899
- „Lebenslied“ nach einem Text von Johann Gottfried von Herder (SSA, Klav)
- „Liebchen auf der Wiese“, italienisches Volkslied (SSAA Klav)
- "Rose, Meer und Sonne sind ein Bild der Liebsten mein" Text aus dem Liederfrühling von Friedrich Rückert
- „Aufforderung zum Tanze“ op. 48 (SSATB Klav4)
- „Die Macht des Glaubens“ Kantate (SATB Bar Org)
- „Abschied vom Meer“ op. 81 (SSA Bar Klav) Gedicht von Alphonse de Lamartine Leipzig, 1904
- „Neuweinlied“ Text von O. J. Bierbaum (BB Klav)
- „Schneeglöckchen’s Tod“ (SATB Klav)
- „Schottischer Schlachtgesang“ Text nach Walther Scott (TB Klav)
- „Über der Heide hallet mein Schritt“ (SSA Klav)
- „Vogels-Flug“ Text Friedrich Hebbel (SA Klav)
- „Ausgleich“ (Von einem reichen Rosengrab) Text M. Stona (AB Klav)
- „Liebesgruß“ (Es grüßen dich die Blümelein) Text von Stine Andresen (AB Klav)
- „Abend am Meer“ (Verklungen ist des Tages Schall) Text von Stine Andresen (SAB Klav)
- „Hinter den Tannen“ (Sonnenschein auf grünem Rasen) Gedicht von Theodor Storm (SAB Klav)
- „Der Frühling kommt“ (Freu dich, Geliebte, der Winter entweicht) Gedicht von G. Falke (SATB Klav)
- „Die Spinnerin“ (SATB Klav)
- „Das Märchen vom Schnee“ op. 63 (SATB solo ST Sprecher Klav)
- „Meine Lust ist Leben“ op. 91 Gedicht von Peter Rosegger (SATB soloA Klav)

### Chorwerke a cappella
„Vier Motetten“ op. 79SATB
- 1. Sehet, sehet, so stirbt der Gerechte
  2. Ein Gebet Dich, (Herr, erkenn’ ich im Sternendom)
  3. Letztes Gebet (Ich habe mich dich hingegeben) Gedicht von Gottfried Kinkel
  4. Siehe, ich stehe vor der Tür und klopfe an, Leipzig, 1903
- „Ave Maria“ (SATB)
- „Gott rüstet den Gerechten mit Kraft“ (SSAATTBB)
- „Bereitet dem Herrn den Weg“ (SSATB)
- „Stütze dich auf mich“ (SATB)
- „Zwei humoristische Gesänge“ op. 69 (TTBB) Leipzig, 1897
- „Frisch mein Lied“ op. 69a (TTBB) Text von J. Mosen Leipzig, 1903
- „Zwei Augen“ op. 82 (TTBB) Text von A. Blumauer 1908
- „Abendfeier“ (Wie ist der Abend so traulich) Text aus Psalter und Harfe von Spitta (SATB)
- „Ergebung“ (Ich nehme was du mir bestimmst) Text von Spitta (SATB)
- „Es zieht den hellen Strom hinunter“ Gedicht von Ludwig Frankl (SATB)
- „Frühlingswunder“ (Sieh, der Winter ist vergangen) Text von Spitta (SATB)
- „Herbstlied“ (Schön im goldnen Ährenkranz hat der Sommer uns geblüht) Text von Friedrich Rückert (SATB)
- „Im Sommer“ (Im Garten blühn die Rosen) Gedicht von Stine Andresen (SATB)
- „Kuckusruf“ (Drei Mägdlein gingen im grünen Wald) Gedicht von Gustav Duill (SATB)
- „Lebensschluß“ (Den nur nenne den Glücklichen) Gedicht von Jacob Balde (SATB)
- „Neujahrslied“ Text Emil Gött (SATB)
- „Die Vöglein im Frühling“ (Vöglein singen, Vöglein springen wieder froh) Text von Weickert (SSB bzw. SSA)
- „Vier Volkslieder“ (SATB):
  1. Mit Fuß und Augen (wenn alle Brünnlein fließen)
  2. Aus der Farm (Soll ich dich denn nimmer sehen)
  3. Nachtlied (Die Erde ruht, der Himmel wacht) Text von Aug. Mahlmann
  4. Im Wald (Im Wald, im Wald ist Luft und Fried) frz. Volkslied, Text von Béranger
- „Brennende Liebe“ (In meinem Garten lachet manch Blümelein) Text von Mosen (SSA)
- „Drei Stücke für Frauenchor“ (SSA)
  1. Schelmliedchen (Am Teiche flüstern Schilf und Rohr)
  2. Was Liebchen alles ist (Heller Vogelsang tönt im grünen Wald )
  3. Vor den Türen (Ich habe geklopft) Gedicht von Fr. Rückert (SATB)
- „Wie lieblich sind die Boten“ Gedicht von Fr. Rückert (SATB)
- Sieben Stücke für gemischten Chor a cappella (SATB):
  1. Der Wind, Text: W. Osterwald Noten
  2. Die Diebin, Text: Lessing
  3. Paulinzelle
  4. Der Heini von Steyer Text aus der Aventiure von Joseph Victor von Scheffel
  5. Wendisches Volkslied
  6. Liebeslied (portugiesisch)

### Chor-Lieder für Männerchor
- Chorlieder für Männerchor

### Solo-Lieder mit Klavierbegleitung
- Sololieder mit Klavierbegleitung